# Ples rdečega jelena
Ples rdečega jelena (1977) je zbirka lovskih pripovedi slovenskega pisatelja Vlada Firma.

## Vsebina
Knjiga je sestavljena iz šestih med seboj nepovezanih pripovedi. Pričnejo se z opisom gozdne živali v njenem naravnem okolju, nadaljujejo pa se z njenim srečanjem z lovcem.

### Medved z gora
Medved se zgodaj spomladi prebudi iz zimskega spanja in začne iskati hrano. Večkrat naleti na psa Capa, ki pazi na živino svojega gospodarja. Medved in Cap se spopadeta. V boju ni bilo niti poraženca, niti zmagovalca, saj se vsak umakne v svojo smer.

### Rdeči jelen
Volk napade dve srni. Pred napadalcem ju reši mogočen jelen. Nekega dne rdečega jelena, ki vzbuja strah in trepet, sreča drvar Gregor. Jelen napade njegovega psa, Gregor pa pobegne. Rdeči jelen se vrača na kraj spopada z volkom, da bi pazil na košuto. Gregor tam s sekiro poskuša ubiti mogočno žival, vendar mu to ne uspe, niti drugim lovcem ne. Rdeči jelen je ostal s košuto, dobila sta mladičke.

### Tobi
Lovec in njegov pes Hetman sredi gozda najdeta lisičje mladičke. Enega izmed njih lovec odnese domov in ga zapre v zajčjo kletko in ga poimenuje Tobi. Jazbečar postaja vse bolj ljubosumen na lisjačka, ki mu lovec z očetom zgradi celo nekakšno stajo. Tobi je ljubljenček vaščanov kot drugih živali, celo Hetmana. Nekega dne sosedov pes Muri oba napade in lovec jima razkuži rane. Ko Tobi odraste, ni več tako poslušen kot včasih. Kljub temu ga še vedno obožujejo, lovci so ga celo želeli odkupiti. Neznanec Tobija napade s palico, a ga jazbečar Hetman ponovno reši.

### Burja in volkovi
Ris med lovom. Ujame ga lovski čuvaj Domen, samotar, ki živi v gozdni koči, najpogosteje pa se ukvarja s krmo in skrbjo za gozdne živali. Pot mu pogosto prekriža, na dober ali slab način, Martin, moški z mlado ženo in dvoletnim otrokom. Domen in Martin celo zimo skupaj krmita divje gozdne in tudi gorske živali, včasih pa med njima pride tudi do nesoglasij, saj Martin ne upošteva Domnovih konzervativnih načel.

### Stari duplar
Mladenič, ki zgodbo pripoveduje, duplarja Hanza pogosto obiskuje, saj zna stari duplar zanimivo pripovedovati o svojh prigodah: o lovu na lisice, divje prašiče in ostale gozdne živali. Hanza je sovražil lisice, to pa je tudi jasno pokazal, ko mu je ena poskušala odnesti zajce. Vsaj tako je mislil. Na koncu se je izkazalo, da mu zajce kradejo Romi.

### Divja mačka
Srečanje lisjaka in divje mačke. Na logarjevi domačiji prebiva maček Mik. Napasti ga skuša podlasica, nato pa je sledil še napad divje mačke. Obe mački sta se pognali na staro bukev, lovec je poskušal ustreliti divjo, vendar je po pomoti ubil Mika. Mačka je živela dalje in lovila veverice in večji plen, celo košute. Lovec še vedno ni pozabil kaj mu je storila mačka in zato je v gozdu želel ubiti njene mladiče, vendar ni imel srca, da bi to storil. Na koncu zgodbe lovec to vseeno stori, ustreli namreč celo dve divji mački.

### Odmev
Knjiga ni doživela literarnih kritik.